# Challenger de Shymkent 2022
El torneo Shymkent Challenger 2022 fue un torneo de tenis perteneciente al ATP Challenger Tour 2022 en la categoría Challenger 80. Se trató de la 5.ª edición, el torneo tuvo lugar en la ciudad de Shymkent (Kazajistán), desde el 9 hasta el 14 de mayo de 2022 sobre pista de tierra batida al aire libre.

## Jugadores participantes del cuadro de individuales
| Favorito | País                      | Jugador                | Rank1 | Posición en el torneo |
| -------- | ------------------------- | ---------------------- | ----- | --------------------- |
| 1        | Bandera de Estados Unidos | Tennys Sandgren        | 179   | Primera ronda         |
| 2        | Bandera de Turquía        | Altuğ Çelikbilek       | 184   | Primera ronda         |
| 3        | Bandera vacío             | Alexander Shevchenko   | 248   | Segunda ronda         |
| 4        | Bandera de Ucrania        | Illya Marchenko        | 251   | Segunda ronda         |
| 5        | Bandera de España         | Nicolás Álvarez Varona | 278   | Segunda ronda         |
| 6        | Bandera de Japón          | Kaichi Uchida          | 282   | Primera ronda         |
| 7        | Bandera vacío             | Evgeny Karlovskiy      | 286   | Cuartos de final      |
| 8        | Bandera de Rumania        | Filip Jianu            | 298   | Primera ronda         |

- 1 Se ha tomado en cuenta el ranking del 2 de mayo de 2022.

### Otros participantes
Los siguientes jugadores recibieron una invitación (wild card), por lo tanto ingresan directamente al cuadro principal (WC):
- Grigoriy Lomakin
- Beibit Zhukayev
- Aleksandre Metreveli

Los siguientes jugadores ingresan al cuadro principal tras disputar el cuadro clasificatorio (Q):
- Yan Bondarevskiy
- Sebastian Fanselow
- Alexandar Lazarov
- Mukund Sasikumar
- Eric Vanshelboim
- Evan Zhu

## Campeones

### Individual Masculino
- Emilio Nava derrotó en la final a  Sebastian Fanselow, 6–4, 7–6(3)

### Dobles Masculino
- Antoine Bellier /  Gabriel Décamps derrotaron en la final a  Sebastian Fanselow /  Kaichi Uchida, 7–6(3), 6–3